# Parc national de l'Ougra
Le parc national de l'Ougra (russe : Национальный парк Угра) est un parc national situé au centre de la Russie, dans l'oblast de Kalouga, dans la vallée de la rivière Ougra. Il a été créé le 10 février 1997 pour protéger les paysages typiques du centre de la Russie. En 2002, il a été désigné comme réserve mondiale de biosphère. Le siège du parc national est situé à Kalouga.

## Géographie
La superficie totale du parc est de 986 km². Il se compose de sept districts regroupés en trois parties :
- La partie nord comprend la vallée de l'Ougra, de la frontière avec l'oblast de Smolensk en aval du village de Kurovskoye. Cette partie est divisée entre les districts Dzerjinski, Iznoskovsky, et Yukhnovsky ;
- La partie sud comprend la vallée de la rivière Jizdra jusqu'à son embouchure ; elle appartient aux districts Kozelsky et Peremyshlsky ;
- La partie Vorotynsk, la plus petite des trois, entoure le village de Vorotynsk et est divisée entre les districts Babyninsky et Peremyshlsky.

## Faune
Les mammifères du parc sont l'orignal, le sanglier, le chevreuil, le castor d'Eurasie et le rat musqué. Le desman russe est une espèce menacée qui vit dans les lacs à l'intérieur du parc.

## Tourisme
Les rivières du parc sont très populaires pour le kayak.
Le parc se trouve dans une zone historique avec un nombre important d'attractions culturelles incluant le monastère d'Optina et l'emplacement de la grande halte sur la rivière Ougra, qui eut lieu en 1480 entre les armées du grand-duché de Moscou et de la Horde d'or.

## Galerie

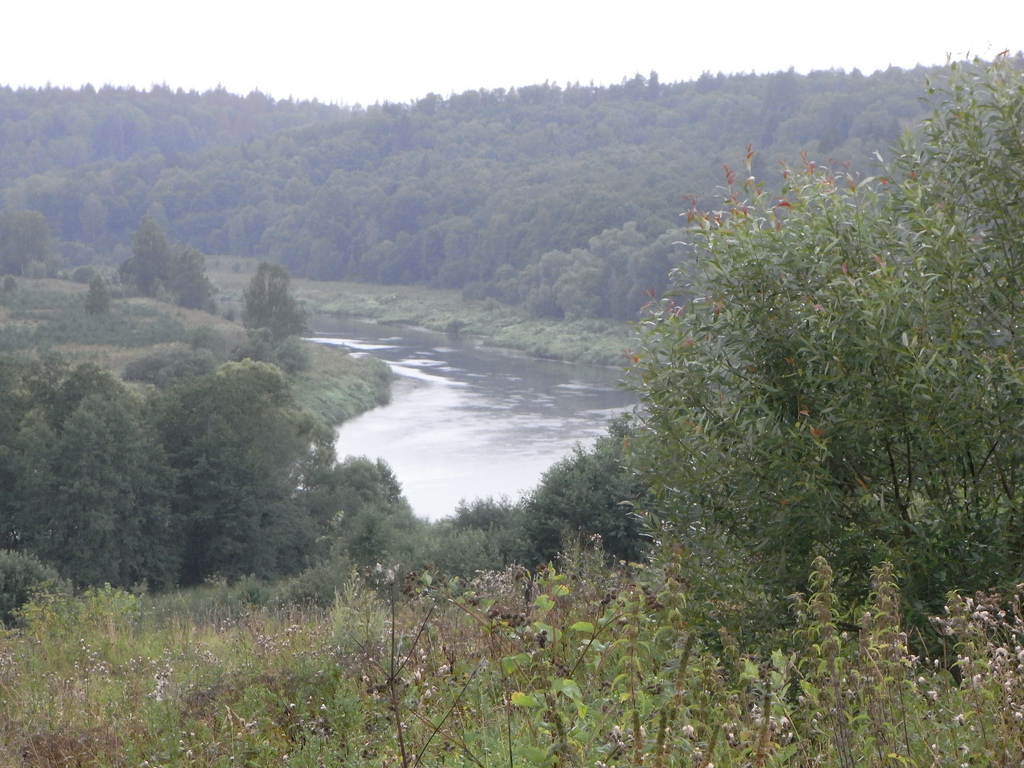
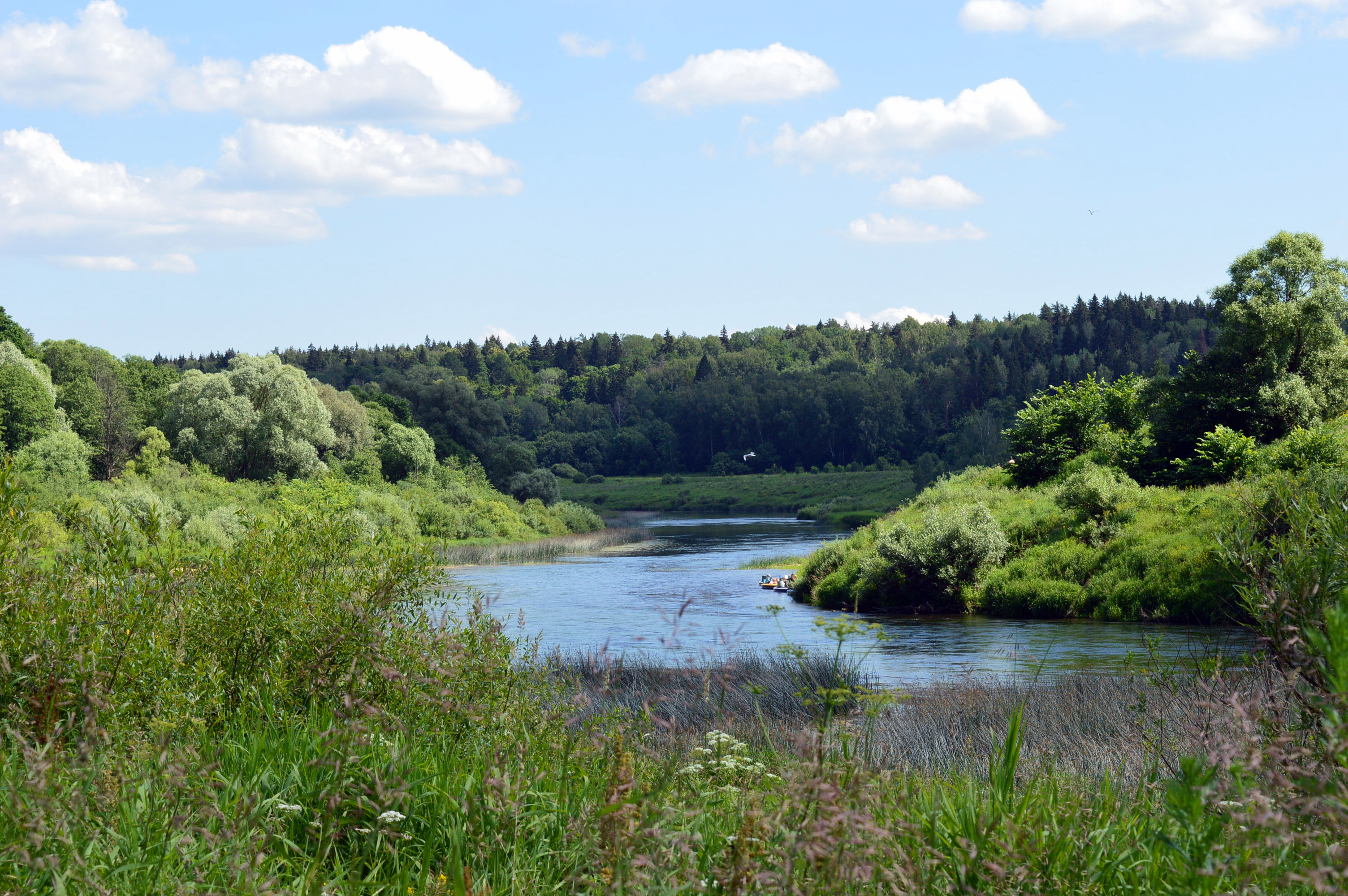
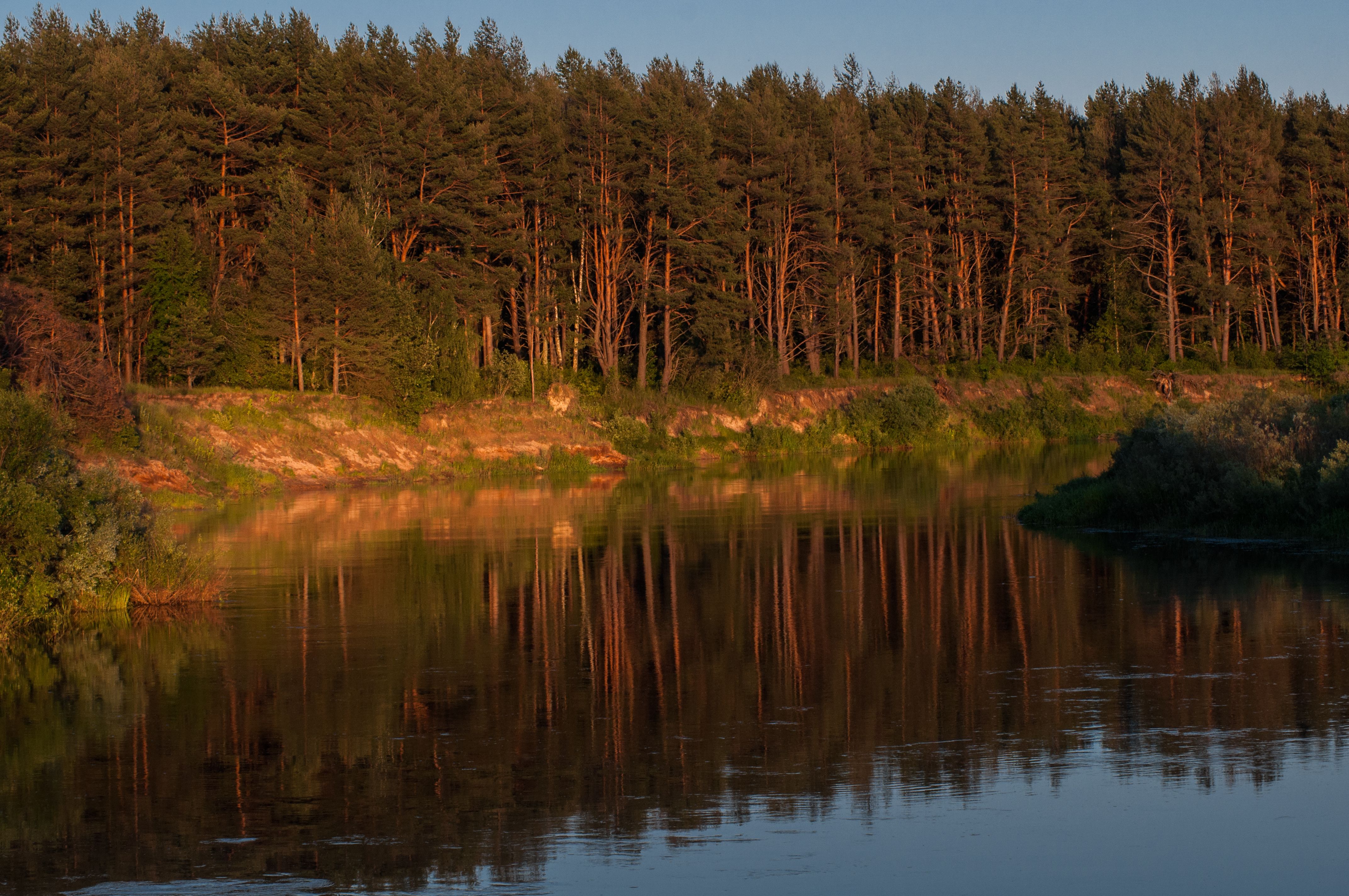
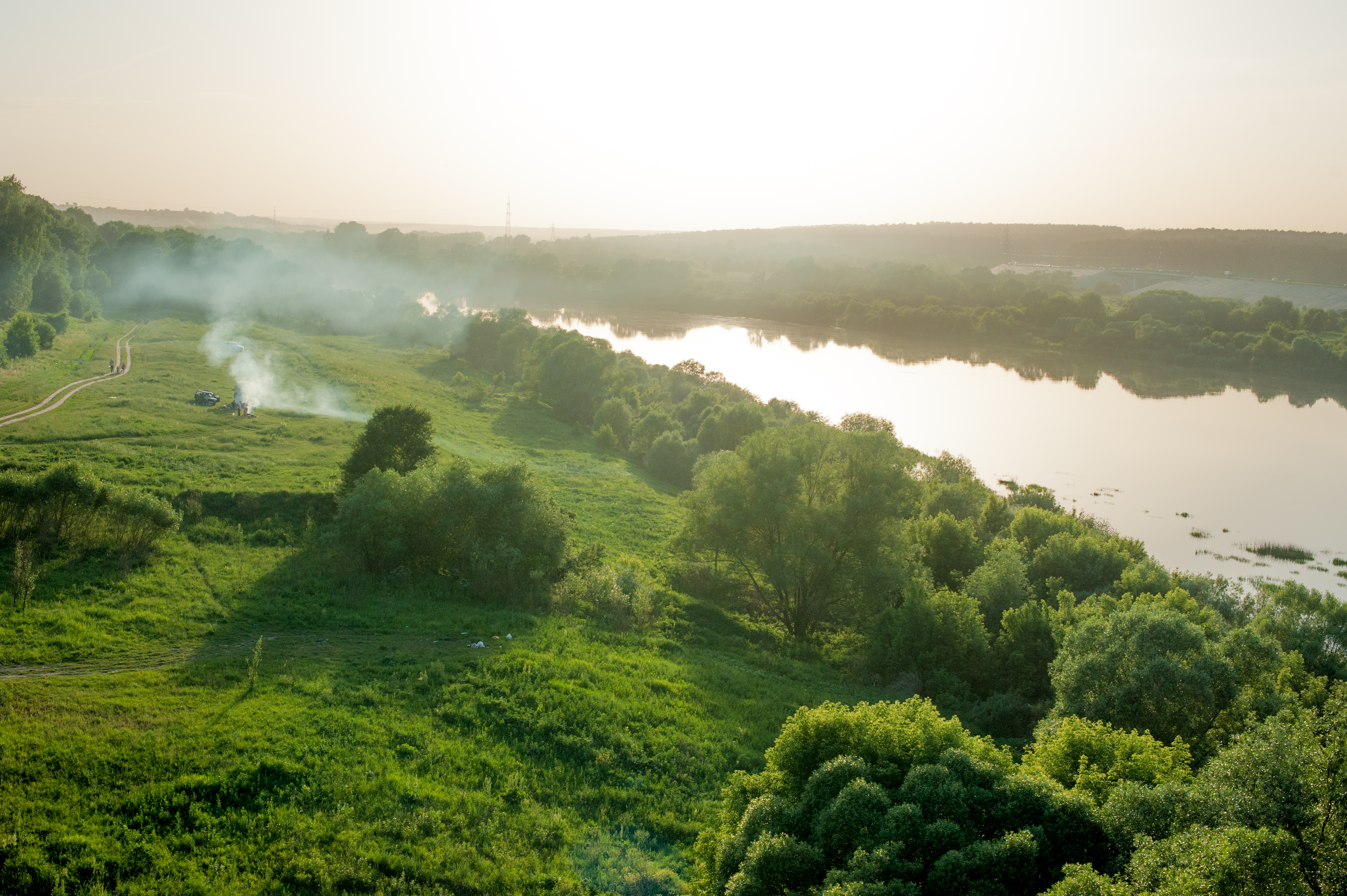
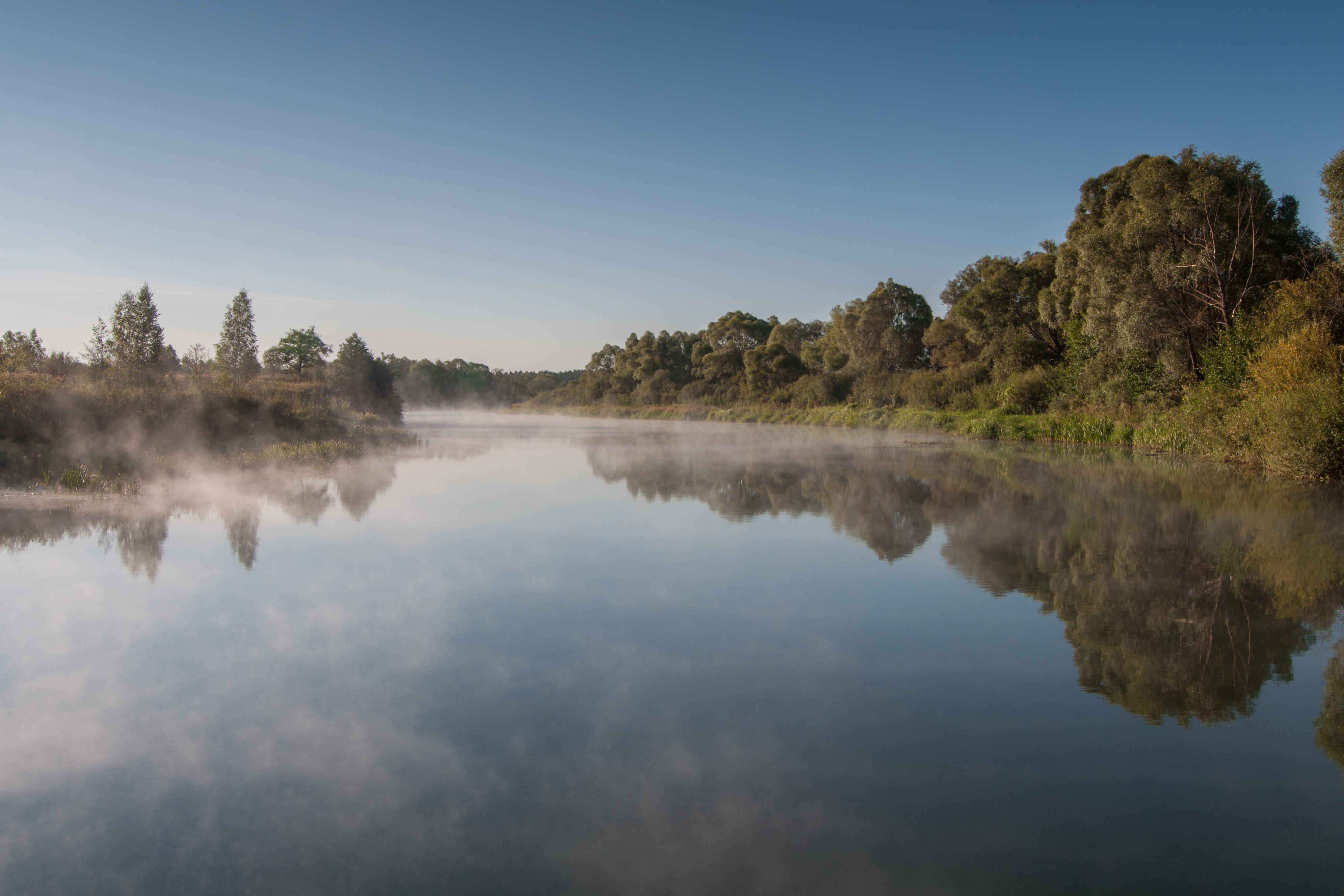